# Longford (Kansas)
Longford – miasto położone w hrabstwie Clay.